# Pokolj franjevaca u Mostaru 14. veljače 1945.
Pokolj franjevaca u Mostaru 14. veljače 1945., partizanski jugokomunistički zločin nad franjevcima Hercegovačke franjevačke provincije.

## Povijest
14. veljače 1945. partizanske su snage ušle u Mostar i iste večeri upali u franjevački samostan. Izabrali su sedmoricu franjevaca, odveli ih i smaknuli. Franjevci koje su odveli bili su provincijal fra Leo Petrović, gvardijan fra Grgo Vasilj, fra Jozo Bencun, fra Rafo Prusina, fra Bernardin Smoljan, fra Kažimir Bebek, fra Nenad Pehar, fra Zlatko Sivrić i fra Darinko Brkić. Samo te 1945. ubijena su 104 katolička svećenika u BiH, u Hercegovini 16.000 vjernika i u cijelom Drugome svjetskom ratu i poraću 10% katolika Hrvata u BiH. Toliki broj stradalih nije skup nasumičnih izgreda, nego temeljito isplanirano iskorjenjivanje i uništenje Katoličke Crkve i Hrvata. Neke su fratre ostavili u samostanu, od kojih je dio i preživio. Među njima je bio fra Gaudencije Ivančić. Bio je svjedok očevidac cijelog događanja u samostanu sve do trenutka nasilnoga odvođenja svoje subraće. Sutradan nakon odvođenja subraće otišao je s fra Pavom Dragićevićem k predstavniku nove vlasti i tražio svoju subraću, no u Komandi mjesta samo su zabilježili imena osoba koje su tražili i nikad im nisu javili, unatoč obećanju. Nekoliko dana poslije ljudi su im dojavili o tijelima franjevaca koje je Neretva izbacila na obalu. Četrdesetak godina poslije, 3. veljače 1986., fra Gaudencije je malo prije svoje smrti, izdiktirao je u samostanu Humcu kod Ljubuškoga fra Jozi Vasilju svoja sjećanja na taj strahotni dan.